# Екраноплан «Лунь»
41°56′25″ пн. ш. 48°22′43″ сх. д. / 41.940277777778° пн. ш. 48.378611111111° сх. д.
Екраноплан «Лунь» (проєкт 903, код НАТО: Utka) — перший корабель із серії ракетоносних екранопланів.

## Характеристики
Розмах крил — 44 м. Довжина — 73 м. Екіпаж — 10 осіб. Висота польоту — 1-5 м над поверхнею води. Максимальна злітна вага — 380 т. Максимальна швидкість 500 км/год. Довжина ходу: 2000 км. Мав 8 газотурбінних двигунів НК-87. Був озброєний 6 радянськими протичовновими ракетами «Москіт». Змодельований авіаконструктором Миколою Кузнєцовим, як гібрид літака і човна.

## Історія
Було заплановано створити 8 таких екранопланів, але був зроблений лише 1. Вироблявся як винищувач надводних суден водотонажністю до 20 000 т.
«Лунь» вперше спущений на воду 1986 року. Розвивався як успішний проєкт, але у 1990-х його законсервували.